# Circo
Il circo è una costruzione mobile itinerante formata da un tendone e da un'arena smontabile, viaggiante, in cui si svolgono spettacoli di acrobati, equilibristi, pagliacci ed animali ammaestrati.

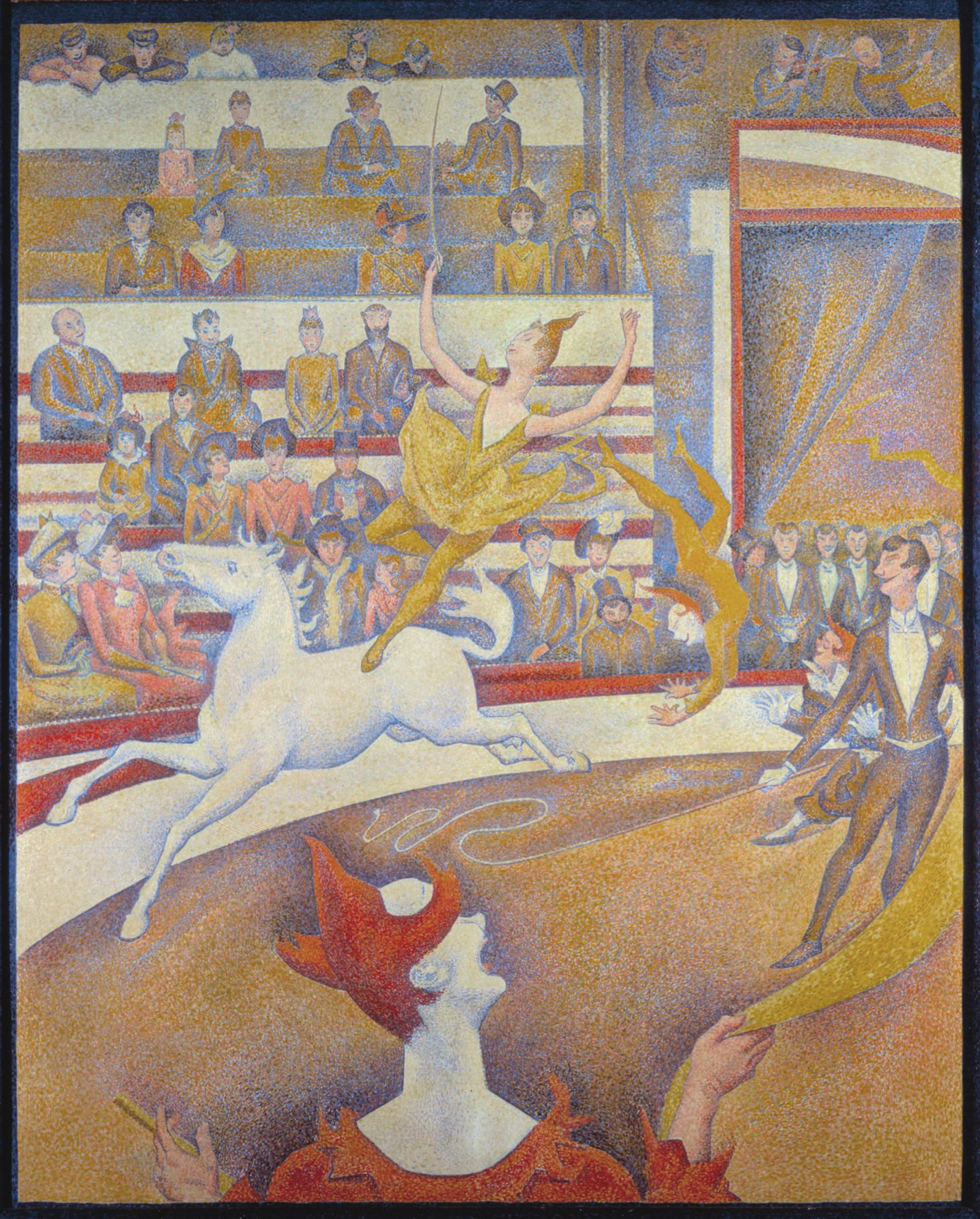
Il circo in un dipinto di Georges Seurat.

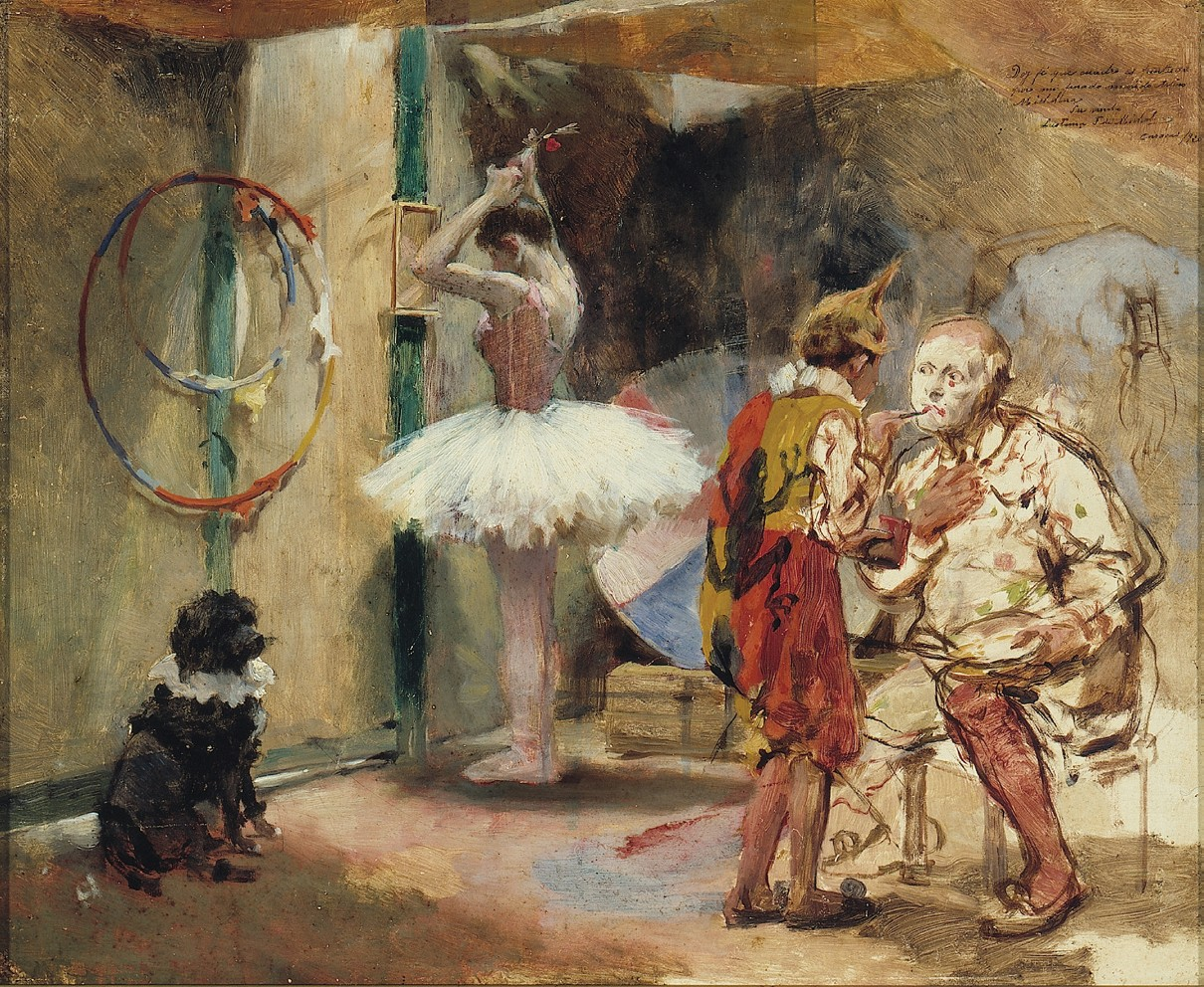
Scene circo intorno a 1891. Opera del pittore Arturo Michelena.

Gli spettacoli del circo hanno luogo sotto tendoni, in appositi edifici (circhi stabili), così come all'aperto o in sale teatrali regolari.
Le esibizioni rispondono a categorie di base (peraltro flessibili e combinabili) quali numeri aerei, acrobazia ed equilibrismo al suolo, giocoleria, comicità eccentrica e arte del clown, addestramento di animali e arte equestre, esibizioni di rischio.
Nella sua forma tradizionale novecentesca, il circo, definito nella lingua italiana anche circo equestre, si distingue per la caratteristica di comunità itinerante e per l'appartenenza dinastica dei propri componenti. Alla fine del Novecento, con la definizione di nuovo circo si è legittimato il proliferare di numerose compagnie e spettacoli di provenienza e stile estranei a tali tradizioni, di cui la più celebre mondialmente è il canadese Cirque du Soleil.

## Etimologia
La parola circo applicata allo spettacolo circense di età moderna ha origine per la prima volta nel 1782 a Londra nella denominazione del Royal Circus, edificio circense e teatrale fondato dal drammaturgo e impresario Charles Dibdin assieme al cavallerizzo Charles Hughes Chapter 3. Il termine, mutuato dagli anfiteatri ovali della Roma antica, diventa in seguito di uso universale, anche in relazione allo spazio scenico che contraddistingue il circo classico: una pista rotonda di circa 13 metri, creata per permettere un'esibizione armonica dei cavalli che ne costituiscono il fondamento.

## Storia del circo
Nell'antica Roma il circo era un luogo adibito a corse di cavalli, spettacoli equestri, ricostruzione di battaglie, esibizioni di animali ammaestrati, spettacoli di giocolieri e acrobati. Il circo romano era costituito da due rettilinei paralleli separati nel mezzo da una balaustra e raccordati da due curve a 180 gradi. Gli spettatori di alto rango sedevano nelle postazioni più basse.
Nei secoli successivi alla caduta dell'Impero romano, compagnie di artisti girovaghi viaggiavano per l'Europa proponendo spettacoli ed esibizioni varie, spesso consistenti in giochi di abilità, semplici rappresentazioni comiche o tragiche o esibizioni di animali ammaestrati. Gli artisti più ingegnosi erano in grado di costruire nuovi mezzi di trasporto, o modificare quelli esistenti, in modo che potessero convertirsi, al momento dello spettacolo, in veri e propri palcoscenici viaggianti; dell'esistenza di questi mezzi pittoreschi sono presenti numerose narrazioni nella letteratura dei secoli passati.
Nel XV secolo giunsero in Europa, provenienti probabilmente dal territorio dell'attuale Pakistan, i Sinti, etnia di origine gitana che aveva fatto dello spettacolo viaggiante e da strada la loro principale attività. Spesso le compagnie di etnia Sinti usavano portarsi dietro, per attirare il pubblico, un orso o una scimmia ammaestrati, e per secoli l'immagine dello zingaro girovago era tradizionalmente associata a questi animali, oltre che ai cavalli.
Nel Settecento, e più precisamente nel 1768, l'ufficiale di cavalleria britannico Philip Astley ideò per la prima volta un'esibizione circense in senso moderno, ovvero uno spettacolo in cui, in una pista circolare con platea (inizialmente all'aperto e in seguito al chiuso), venivano mostrati in successione numeri con cavalli ammaestrati, giochi di abilità vari e intermezzi comici con l'impiego del clown. Astley è considerato da alcuni storici l'inventore del circo nel senso moderno, dando luogo ad un edificio appositamente realizzato, l'Astley's Amphitheatre, più volte ricostruito. In Italia si distinse ai primi dell'Ottocento la famiglia Caroli, il cui capostipite fu Pietro, nato a Faenza nel 1802; la dinastia Caroli per due secoli ha allietato il pubblico sulle piste da circo. Inoltre è da ricordare la famiglia Chiarini, che diede origine a varie generazioni di artisti che calcarono con successo le scene europee, soprattutto francesi e tedesche, dal Cinquecento all'Ottocento. Da ricordare il cavallerizzo Fernando dal cui circo nacque il Circo Medrano, uno dei più importanti e popolari del Novecento.

### Nuovo Circo
Negli anni successivi al secondo dopoguerra, al panorama circense basato sulla trasmissione familiare si sono aggiunte scuole e compagnie di provenienza non tradizionale. Il primo esempio storico è quello dell'organizzazione sovietica, che nell'ex Urss struttura la formazione circense e un approccio estetico di tipo teatrale alla costruzione degli spettacoli. In occidente tale modello è ereditato dal Cirque du Soleil. Dagli anni '90, il nuovo circo, circo contemporaneo o nouveau cirque, si afferma soprattutto in Francia con una nuova caratteristica: a differenza del sistema sovietico o del Cirque du Soleil, gli spettacoli abbandonano la sequenza di singoli "numeri" compiuti a favore di creazioni in cui le discipline e le tecniche si fondono completamente.

### Icone del circo italiano
Simbolo del circo italiano è stata Moira Orfei (1931-2015) che nel 1960 aprì l'omonimo circo, in cui fu addestratrice di elefanti e di colombe. Sposata con l'imprenditore e artista Walter Nones, la sua eredità circense prosegue con il figlio Stefano Orfei Nones (n.1966). Altrettanto celebre la cugina Liana Orfei e il fratello Nando Orfei.
L'altro grande circense e domatore italiano fu Darix Togni. Il suo circo fu pionieristico, specie per la vocazione al viaggio: già nel 1949 il circo fu portato in Egitto, ospite del re Fārūq I d'Egitto. I figli di Darix, Livio, Corrado e Davio, sono invece i creatori del circo italiano che ha svolto più tournée all'estero, il Florilegio di Darix Togni, che oltre ad essersi esibito in tutta Europa ha toccato nell'arco degli ultimi 30 anni oltre 60 paesi differenti nel mondo, fra cui Iran, Libano, Siria, Qatar, Ghana, Costa D'Avorio. Il Florilegio è stato ed è ritenuto il circo più imitato e copiato d'Europa, sia nelle strutture che nello spettacolo.
Il grande vecchio del circo italiano è stato Egidio Palmiri, (Vado Ligure, 28 luglio 1923 - Verona 20 gennaio 2020), artista e poi imprenditore proveniente da una famosa famiglia circense. Palmiri è stato Presidente dell'Ente Nazionale Circhi per ben 53 anni, finché, il 24 febbraio 2011, ha ceduto la carica operativa ad Antonio Buccioni (suo braccio destro per i precedenti 19 anni) per assumere il titolo di presidente onorario. In quanto presidente dell'Enc è stato presidente onorario della giuria del Festival internazionale del circo città di Latina e membro stabile della giuria di molte altre rassegne sul territorio nazionale ed europeo.
Un'importante figura attuale del circo italiano è Flavio Togni, vincitore di un clown d'oro al Festival del Circo di Montecarlo, titolare dell'American Circus, in cui si esibisce con i propri numeri di elefanti, felini e cavalli.
L'artista circense italiano più celebre nel mondo, per vastità delle tournée effettuate, è il clown David Larible.

### Circo di regia in Italia
Con la definizione “circo di regia” si intende un approccio allo spettacolo circense che coinvolga un team strutturato di persone che ne delineano la regia e la drammaturgia “con tecniche e metodologie propriamente teatrali, cercando di conferirvi uno stile unitario”. 
In Italia questo approccio registico al mondo della pista si tradusse probabilmente in una prima sperimentazione nell’anno 1973 con il Circo delle Mille e una Notte di Liana Orfei, Nando Orfei e Rinaldo Orfei. Spettacolo ispirato all'omonima raccolta di fiabe orientali, si caratterizzava per la scelta innovativa di servirsi della figura di un vero e proprio regista/coreografo, con la creazione di un fil rouge che legasse logicamente lo spettacolo. La regia venne affidata a Gino Landi e la creazione dei costumi a Danilo Donati; nonostante la cura dettagliata degli allestimenti e la creazione di atmosfere orientaleggianti, si era ancora nell’idea di successione di numeri circensi. Circa dieci anni dopo, nel 1984, è attribuito al regista veronese Antonio Giarola “il merito di aver diffuso per primo in Italia la mentalità europea del circo di regia”.con lo spettacolo Clown’s Circus: il circo, una festa, da lui ideato e diretto. Prendendo esempio da esperienze estere già avviate, come quelle del Cirque à l’ancienne di Silvia Monfort e Alexis Gruss in Francia e il Zirkus Roncalli di Bernhard Paul in Germania, il Clown’s Circus nacque con l’intento di portare sulla pista logiche più prettamente teatrali, attraverso la costruzione di una performance che andasse a ripensare dal punto di vista formale e contenutistico tutta l’esperienza circense, che all’epoca stagnava in una situazione di arresto innovativo, portando il pubblico a diventare protagonista della scena grazie a strategie registiche e tecnologie di ultima generazione. Il Clown’s Circus puntava alla creazione di un’atmosfera di festa totale. Il concetto si sviluppò per la regia dello stesso Giarola al circo Darix Togni nel 1986: esperienza che gettò le fondamenta dello spettacolo Florilegio degli stessi Togni (1990), nato con la collaborazione di Raffaele De Ritis: registi italiani che in seguito hanno firmato varie produzioni internazionali. Il Florilegio ebbe enorme successo italiano ed europeo, tanto da ricevere l’autorizzazione ad allestire il suo tendone all’interno dell’Arena di Verona nel 1991. Questi tre spettacoli si sono posti a fondamento di un circo di regia italiano, il quale si è poi andato sviluppando grazie alla nascita del Circo Contemporaneo o nouveau cirque, che si discosta dal circo di stampo classico e con animali: tant’è vero che ancora oggi nel circo di tradizione, l’impiego di specialisti in campo di regia circense/teatrale non viene sentito come strettamente necessario, nonostante queste innovazioni nate e sperimentate tra gli anni ’80 e ’90.

## Discipline circensi
I mestieri del circo sono molteplici e di difficile elencazione. Si dividono principalmente in: acrobazia, equilibrismo, giocoleria, discipline aeree, acrobazia equestre, addestramento di animali, clowns. Esse nel tempo hanno subito modifiche e declinazioni interdisciplinari.

### Arte clownesca

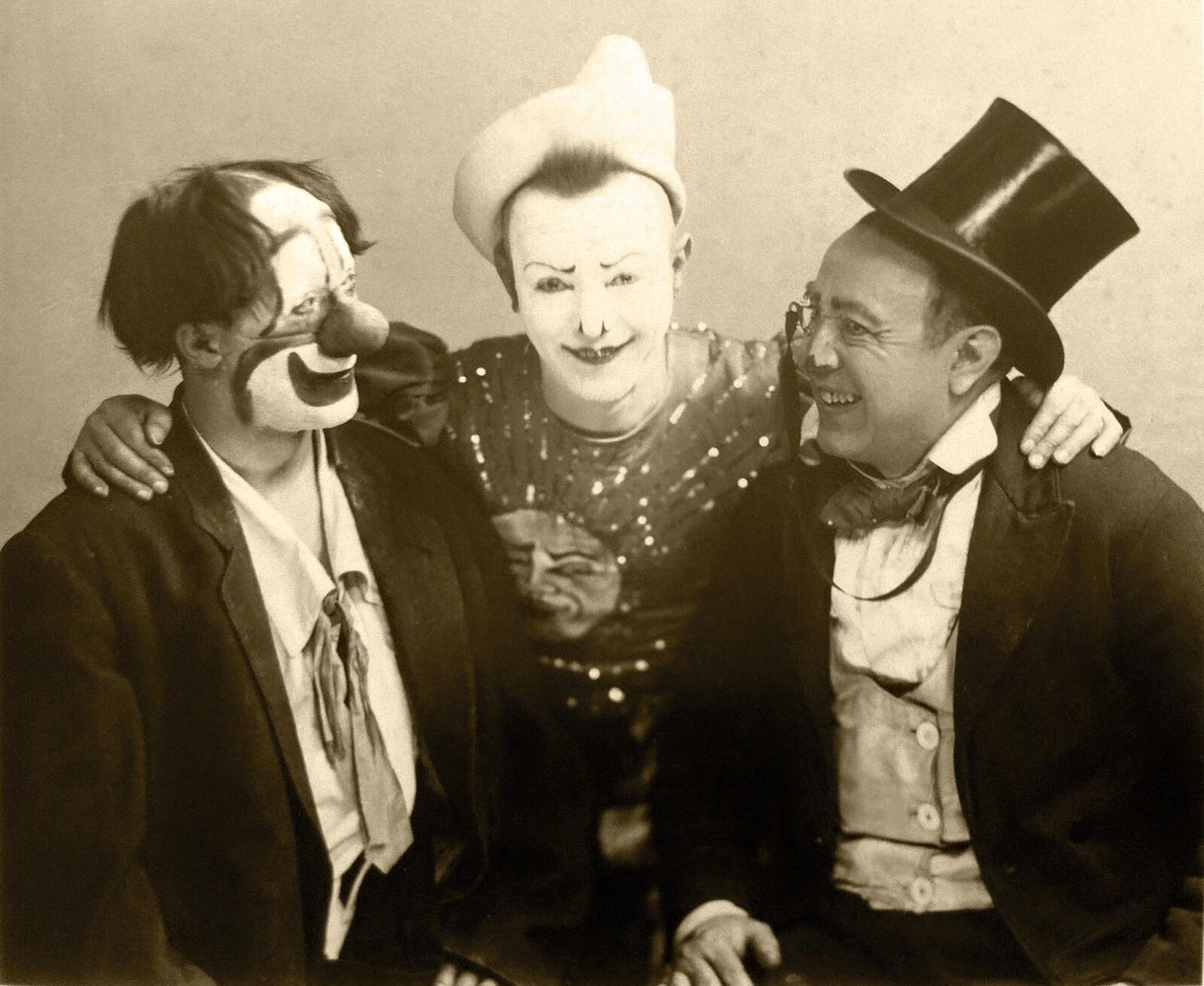
Il trio di clowns formato da Paul, Francesco e Albert Fratellini (1920 circa), tra i più celebri nella storia.

Appartengono a questa categoria i pagliacci, i clown, i mimi circensi e tutta quella serie di figure o maschere teatrali che svolgono un numero comico caratterizzato dalle esasperazioni eccentriche dell'artista, in questo caso vero e proprio attore, che si serve di paradossi e situazioni estreme per suscitare l'ilarità.
Nel tempo l'importante figura del clown è diventata l'emblema del circo stesso, ma non si deve pensare che un numero di clownerie sia solo prettamente comico: in vena con la tradizione circense che contrappone solitamente un clown serio (il cosiddetto Bianco) a uno estremamente pasticcione (detto Augusto), si è sviluppata la tradizione del clown triste, che prevede il paradossale accostamento tra un comportamento dimesso e quasi serio dell'attore in circostanze però divertenti e la reazione compassionevole dello spettatore che, avvicinandosi al dolore altrui ma trovandolo proiettato sull'altro da sé trova lo spunto comico per ridere. Una figura che potremmo avvicinare al clown triste potrebbe essere la maschera interpretata da Buster Keaton nei suoi film.

### Giocoleria

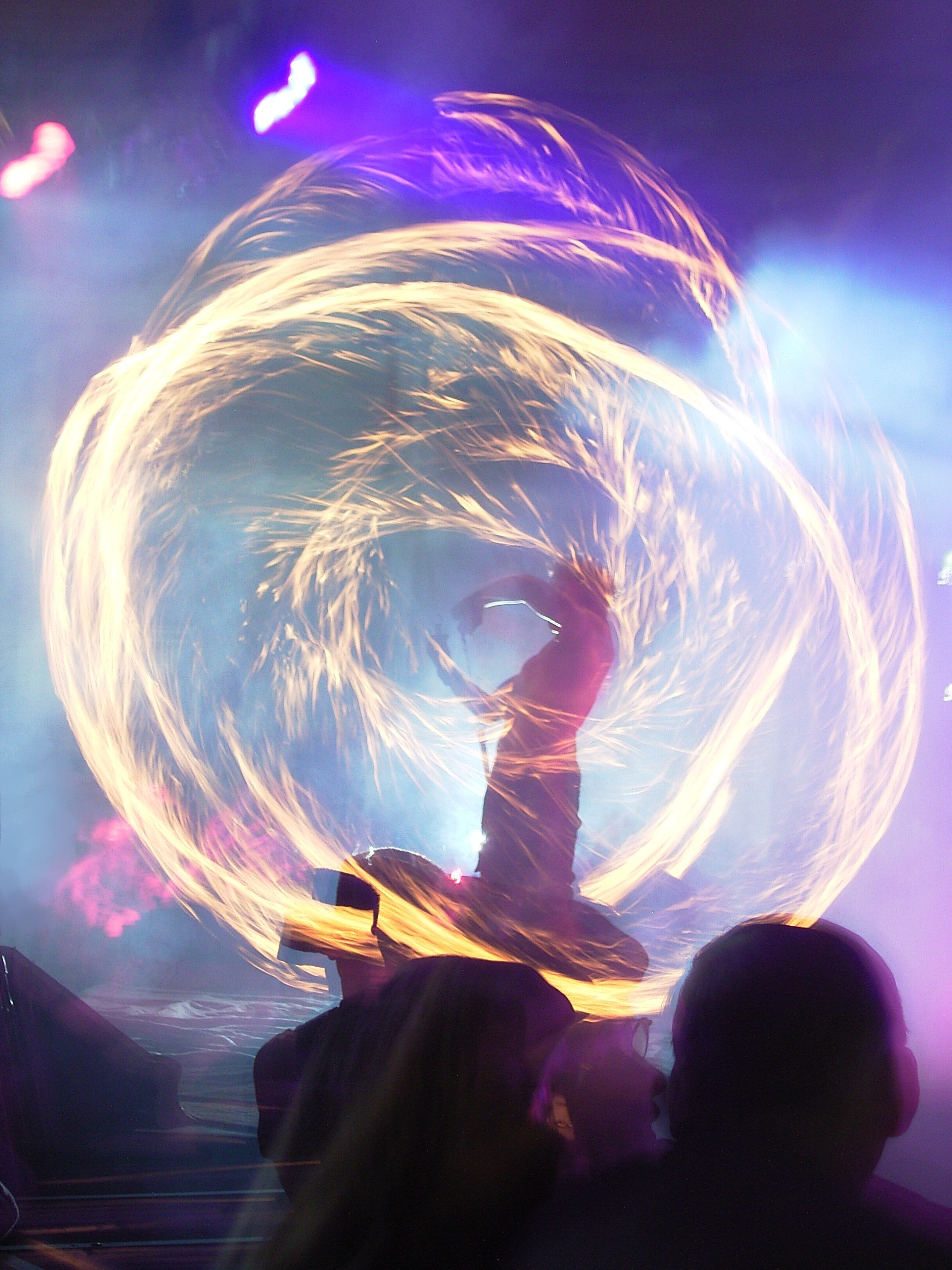
Esercizio con kiwido infuocati.

Per giocoleria si intende l'arte della manipolazione e, letteralmente, del gioco, di oggetti vari con i quali compiere esercizi di destrezza, abilità, velocità, coordinamento, equilibrio e precisione con le varie parti del corpo. Tali sono i numeri in cui il giocoliere si trova a doversi confrontare con gli attrezzi più disparati, spesso ereditati dalla ginnastica ritmica (ad esclusione del nastro, poco usato), più spesso ancora però creati appositamente per le esibizioni: tra gli attrezzi utilizzati sovente vi sono i kiwido (detti anche catene, poi o bolas), il diabolo, il devilstick, i cerchi, le palline, le torce infuocate, le clave, i coltelli, gli hula hoop. Spesso, per questioni di abilità e spettacolarità, ai normali attrezzi vengono sostituiti i più disparati oggetti, anche di uso quotidiano.
Frequentemente alla giocoleria sono associati anche esercizi di equilibrio, di danza o anche numeri comici: tali interazioni sono a discrezione dell'artista, che costruisce il numero a seconda delle attitudini e delle capacità personali. La giocoleria non è praticata con le sole mani: sempre a seconda della scelta artistica operata, può essere praticata anche con i piedi o altre parti del corpo come la bocca o la testa.

### Acrobatica

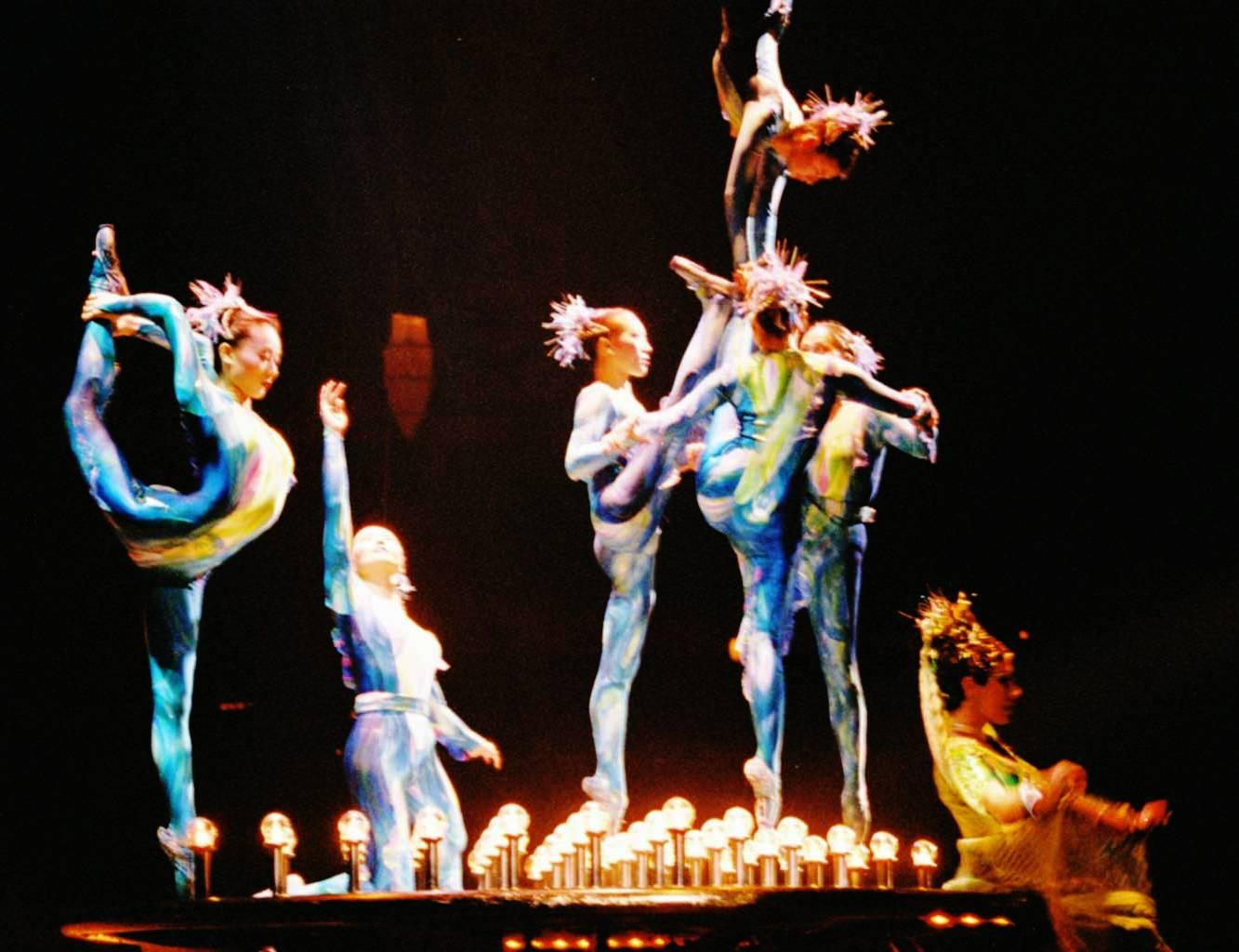
Contorsionisti ed equilibristi del Cirque du Soleil.

Nella categoria degli acrobati circensi rientrano tutti quegli artisti che compiono esercizi di abilità di elevata difficoltà o ad alto rischio incentrati sulle capacità psicofisiche.
L'acrobata è generalmente un atleta che fa della propria disciplina e capacità ginnica un evento artistico, costruendo un numero di elevata spettacolarità: tali esercizi sono solitamente quelli che generano suspense nell'osservatore proprio per la loro estrema difficoltà o pericolosità. Rientrano nella categoria degli acrobati gli equilibristi, i funamboli e i trapezisti, figure ormai consacrate e mitizzate dell'arte circense, ma anche i contorsionisti o coloro che compiono acrobazie con attrezzature spicifiche quali la ruota di Cyr o la ruota di Rhon o con mezzi meccanici come motociclette. Come in tutte le discipline del circo, anche l'acrobazia prevede un approccio interdisciplinare, per cui spesso potremmo trovare la giocoleria associata al contorsionismo o alla clownerie all'equilibrismo e così via.

### Esibizioni con gli animali

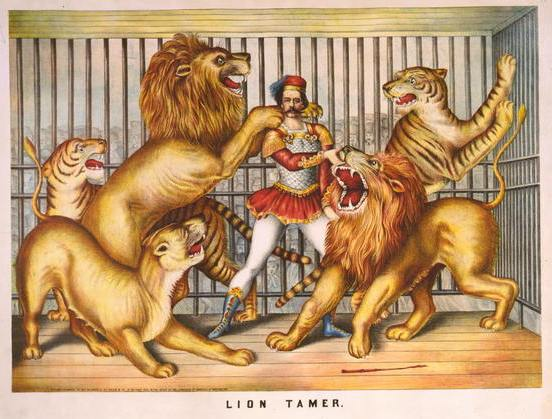
Il domatore di leoni (illustrazione inglese del 1873).

L'origine dell'animale al circo risale alle esibizioni da strada dei Sinti e di altri gruppi di etnia romanì che usavano accompagnarsi con orsi, cavalli, scimmie e altri animali non consueti per attrarre il pubblico. Le potenzialità sceniche dell'esibizione di animali ammaestrati furono tuttavia notate anche da persone esterne alle comunità gitane, che appresero le tecniche di ammaestramento e iniziarono a esibirsi a loro volta con i loro animali: in proprio in esibizioni da strada oppure al servizio di circhi più o meno grandi. Nel Nord Italia questa tradizione nell'ammaestramento di animali feroci o esotici ebbe la sua massima espressione nell'Appennino settentrionale in un'area al confine tra Liguria, Toscana ed Emilia-Romagna e in particolare nel borgo di Compiano con il fenomeno degli Orsanti.
Col tempo agli orsi, alle scimmie, ai cammelli e ai cavalli si aggiunsero gradualmente animali sempre più grandi e provenienti da zone del mondo sempre più lontane. L'esibizione di questi animali poteva distinguersi in numeri in cui si simulava un confronto tra l'uomo e l'animale (la finta lotta con l'orso o con la tigre), oppure in esercizi che, tramite l'esecuzione, da parte degli animali, di precisi comandi del domatore, mettevano in mostra doti dell'animale quali equilibrio, velocità o forza, a seconda della specie in questione.
Ad oggi, il carattere interdisciplinare del circo ha spesso però relegato il domatore in funzione di coordinatore del numero. Al giorno d'oggi i numeri con animali possono essere distinti in tre categorie:
Numeri in gabbia, che prevedono la comparsa di animali potenzialmente pericolosi per il pubblico e il conseguente montaggio intorno alla pista di una struttura di contenimento in forma di gabbia metallica a elementi modulari, che richiede pochi minuti per il montaggio e lo smontaggio, generalmente eseguiti con le luci di scena spente e in contemporanea a un'entrata comica, oppure nell'intervallo. In questi numeri compaiono generalmente leoni, tigri oppure le due specie insieme; più raramente leopardi (nel qual caso gli individui dal mantello nero sono i più apprezzati), puma oppure ibridi inesistenti in natura come il ligre.
Numeri equestri, i quali a loro volta possono dividersi in numeri in cui i cavalli sono gli unici protagonisti, coordinati da un unico addestratore a terra, e quelli nei quali sono montati da cavalieri in numeri d'alta scuola e simili oppure collaborano con acrobati e altre figure artistiche. Tra i principali addestratori si può menzionare il cavallerizzo e direttore circense Ernest Molier (1850-1933).
Numeri con animali esotici che sono molto diversificati a seconda della specie animale esibita e, di conseguenza, delle potenzialità dell'animale, e spaziano da semplici giri di pista (giraffe, rinoceronti) a numeri che, come per i cavalli, prevedono l'esecuzione di esercizi complessi di abilità e di equilibrio e l'interazione degli animali con più artisti oltre al loro domatore (elefanti).
A questi si aggiungono, a volte, esibizioni con animali domestici quali gatti, cani, pappagalli; numeri con animali acquatici (soprattutto otarie della California), esibizione di serpenti o anche falconeria. Tutti i tipi di numeri con gli animali sono preceduti da una lunga fase di addestramento fin da tenera età, durante la quale l'animale viene addestrato e ammansito. Siccome da molti ritenuto sfruttamento degli animali, questo tipo di circo sta via via scomparendo.

### Discipline aeree
Le discipline aeree sono discipline basate sull'utilizzo di attrezzi aerei, quali il trapezio (in tutte le sue forme), la corda, i tessuti, ma anche i cerchi. Esse si praticano tutte sospese da terra, infatti gli attrezzi sono chiamati, per esempio, tessuti aerei e cerchi aerei. Su questi, l'obbiettivo è creare coreografie e figure più originali, impressionanti, ma allo stesso più aggraziate possibili. Ci sono alcune figure di base come le varie chiavi al tessuto, che servono per sviluppare in seguito altri esercizi, oltre ovviamente ai vari metodi per arrampicarsi su di esso.

## Spazio scenico circense

### Circo classico itinerante

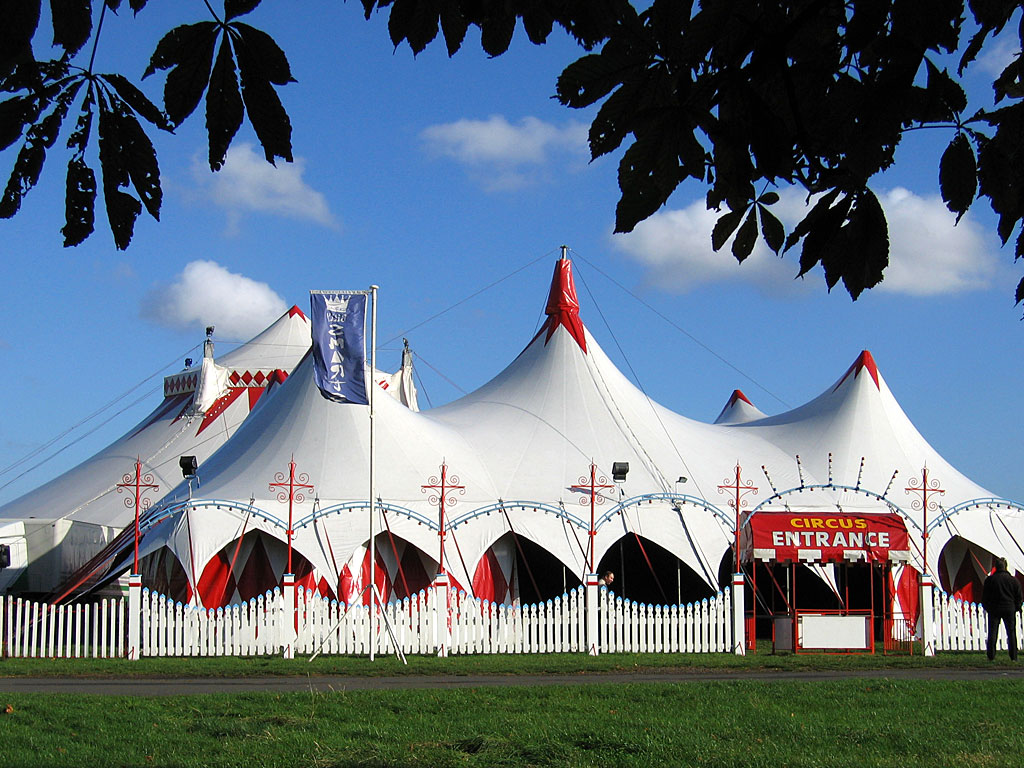
Un classico tendone da circo.

I circhi itineranti sono composti da carovane molto numerose, suddivise in camion e bilici per il trasporto dei materiali e degli attrezzi e le roulotte (vere e proprie case su ruote) dove alloggiano gli artisti e i componenti dello staff. Il circo può avere un'unica tensostruttura, (detta in gergo circense "chapiteau") oppure in più strutture, ciascuna deputata a una funzione ben precisa: dal ricovero degli animali, al box office, fino al foyer (per i circhi più attrezzati).
La parte principale del circo è la pista. Si tratta di quella porzione di spazio verso la quale convergono gli occhi degli spettatori che sono posizionati sulla cavea, una struttura rialzata simile al teatro romano. Il pubblico delle primissime file è ospitato in appositi box detti palchi che sono adiacenti (e allo stesso livello) della pista. Ci sono poi i posti rialzati, costituiti da poltroncine numerate e imbottite (per le prime file) mentre per quanto riguarda i posti più popolari gli spettatori sono posizionati su semplici assi orizzontali di legno o metallo. Alle spalle della pista è posizionata l'orchestra, che accompagna i movimenti degli artisti e le tende per consentire l'entrata degli stessi, ma anche al personale di allestire la pista montando o smontando le attrezzature.
La parte alta del tendone ospita una fitta rete di carrucole e tralicci metallici che vengono utilizzate dagli acrobati e dai loro assistenti di terra, che spesso assicurano gli artisti tramite una corda legata alla loro imbracatura.

### Architettura circense stabile

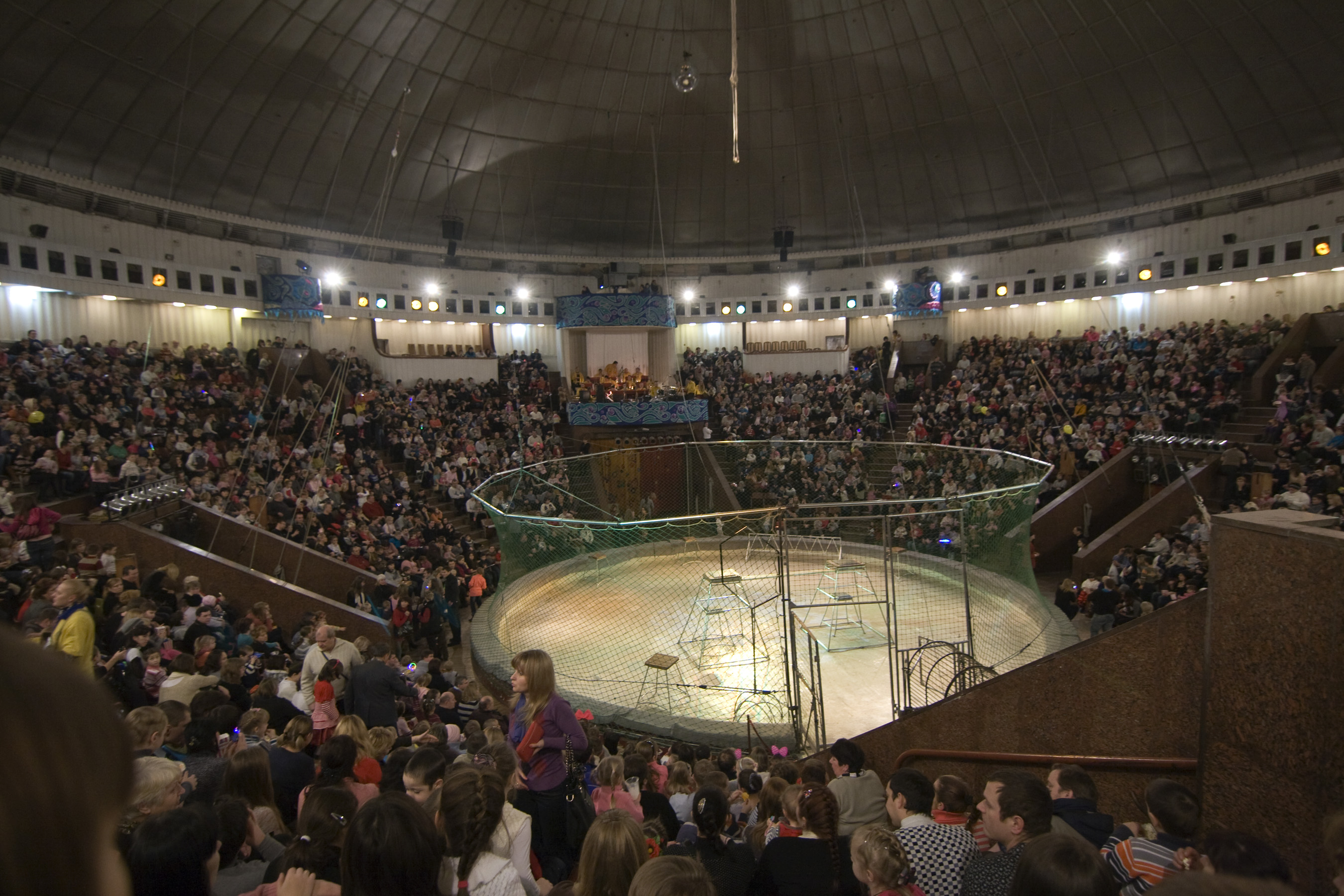
Pista all'interno del Circo Nazionale dell'Ucraina

Un esempio di struttura stabile è offerta dal Circo Nazionale dell'Ucraina a Kiev.

## Formazione e divulgazione

### Scuole circensi
In Occidente, le prime scuole di circo nascono in Francia tra la fine degli anni settanta e l'inizio degli anni ottanta, a cavallo della nascita (e in parte anticipando) del fenomeno del nouveau cirque. Una capostipite di questo filone di istituti si formazione è stata Annie Fratellini, discendente della famiglia Fratellini, che ha dato celebri clown italo-francesi e clown ella stessa, che dopo una brillante carriera di artista si è dedicata all'insegnamento, fondando, nel 1974, la prima scuola di circo del mondo occidentale. Nel 1983, sempre in Francia, ha visto la luce il Centre National des Arts de Cirque, con sede a Chalons sur Marne (l'attuale Châlons-en-Champagne).
La caratteristica di queste scuole è di porsi come obiettivo la trasmissione delle discipline della pista a giovani non necessariamente provenienti dalle famiglie di circo tradizionale, operando così una fondamentale diffusione della cultura circense a un vasto pubblico. Tra le materie insegnate l'acrobazia, la giocoleria, le discipline aeree (trapezio singolo, a due, trapezio volante, corda aerea, cerchio aereo, ...), ma anche l'arte del clown, la mimica, la drammaturgia, la danza, la recitazione e il teatro. Gli allievi di queste scuole arrivano, al termine del percorso formativo, a possedere un bagaglio culturale molto ampio e differenziato che si compone di nozioni acrobatiche e artistiche, ma anche elementi indispensabili per la creazione di un proprio spettacolo, la gestione di una compagnia artistica, la messa in sicurezza delle attrezzature utilizzate, la conoscenza del proprio corpo e la promozione della propria attività.
In Europa le scuole di circo contemporaneo si sono federate, dando vita alla FEDEC, la Federazione Europea delle Scuole Professionali di Circo. Al suo interno le scuole sono distinte in Scuole Preparatorie e Scuole Superiori. Le prime forniscono una preparazione di base che spazia su tutte le principali discipline circensi, pur fornendo comunque le nozioni utili per iniziare anche una carriera artistica. Le seconde permettono di specializzarsi su una disciplina scelta.

### Scuole di circo in Italia
La più vecchia scuola di circo italiana in attività è l'Accademia d'Arte Circense di Verona che è frequentata ogni anno da circa quaranta ragazzi (tra gli 8 e i 16 anni di età) che seguono i corsi delle principali discipline. L'accademia, fondata da Egidio Palmiri e oggi presieduta da Andrea Togni, è nata nel 1988 e i primi corsi vennero ospitati dal Circo Americano di Enis Togni, a Verona. Il corso dura quattro anni: nei primi 10 anni di attività l'accademia ha licenziato oltre 50 allievi. Nel 1990 l'accademia si trasferì a Cesenatico e nel 2004 è tornata a Verona presso l'area della ex Centrale del Latte di Verona e successivamente si è spostata sotto un nuovo chapiteau allestito in via Tirso a Verona.
Altre scuole di Nuovo Circo, e quindi esenti dalla spirito classico del circo tradizionale, sono la Scuola di Nuovo Cirko fondata da Paolo Stratta, Chiara Bergaglio e Matteo Lo Prete nel 2002 dalla cui scissione si sono formate l'anno seguente la FLIC a Torino e la Scuola di Cirko a Torino, ora Scuola di Cirko Vertigo a Grugliasco entrambe presenti all'interno della FEDEC. Sono da segnalare la scuola Circo Maximo attiva a Roma dal 2001, il Corso di Nouveau Cirque all'interno della Scuola di Teatro di Bologna e la "Scuola Romana di Circo" nata a Roma nel 2006. Un'altra scuola nata nel 2009 a Roma è la scuola di piccolo circo VolaVoilà per bambini, ragazzi e adulti. Nuovissima ed unica scuola di circo contemporaneo in Sicilia "Labart - Accademia Arti Performative" a Castellammare del Golfo (TP), a cura dell'equilibrista Ignazio Grande, e il "Piccolo circo dei sogni" scuola di circo della famiglia di Nando Orfei, diretta dal figlio Paride Orfei.

### Festival circensi
Festival italiani a carattere di concorso
Il più longevo festival circense a premi è il Golden Circus, diretto a Roma da Liana Orfei e creato nel 1984. Seguono le sperimentazioni effettuate a Verona da Eduardo Murillo (che con la famiglia di Enis Togni aveva diretto negli anni precedenti il "Festival internazionale del Circo di Monte Carlo") e Antonio Giarola tra il 1991 e il 1994 con "Giovani Stelle del Circo" e il "Città di Verona". Nei primi anni '90 è stato attivo per alcuni anni sul territorio nazionale anche il "Gran Premio del Circo" organizzato da Walter Nones con la direzione artistica di Alessandro Serena. Tali esperienze sono poi confluite nel Festival internazionale del circo città di Latina considerata oggi in Italia la competizione classica per eccellenza, a livello internazionale, riservata agli artisti under 21. Si svolge a Latina ed è organizzata dalla famiglia Montico, e ogni anno presenta la selezione dei migliori numeri di troupe o singoli artisti giovanili provenienti da tutto il mondo.
Nel 2021 è nato a Legnago, sotto la direzione artistica di Antonio Giarola l'International Salieri Circus Award che si pone quale unica rassegna competitiva nel panorama nazionale ed internazionale, con produzioni di Acts circensi che hanno in comune la musica classica quale accompagnamento sonoro.
Festival italiani non competitivi
Dal 2000 al 2008 ha avuto luogo la Festa Internazionale del Circo Contemporaneo di Brescia, diretta da Gigi Cristoforetti, e nel biennio 1999-2000 la Biennale Teatro di Venezia ha dedicato ampie sezioni al circo contemporaneo.
Dal 2004 a Grugliasco (TO) ha luogo una delle più importanti manifestazioni di nuovo circo che si tengano in Italia, la rassegna internazionale di circo contemporaneo Sul Filo del Circo che si svolge in estate con artisti internazionali.
Per molti anni l'Auditorium Parco della Musica di Roma ha promosso festival di circo contemporaneo. Nel 2007 nascono due importanti manifestazioni: a Pescara Funambolika - Festival Internazionale del Nuovo Circo, "la più vasta platea italiana di circo", con la direzione artistica di Raffaele De Ritis, che ha la caratteristica di coniugare proposte di innovazione di ampio formato con altre di tradizione, in esclusiva per l'Italia; a Fossano (CN) la vetrina sperimentale Mirabilia, dedicata alla multidisciplinarità di confine tra danza, circo e teatro gestuale.

### Musei e memoria storica

#### Centro Educativo di Documentazione delle Arti Circensi
Creato dall'Associazione Nazionale Sviluppo Arti Circensi (ANSAC), con il contributo economico del MIBACT, il Centro Educativo di Documentazione delle Arti Circensi (CEDAC) è il punto di riferimento di studiosi e studenti poiché custodisce decine di migliaia di documenti a partire dalla seconda metà del Settecento e conserva le collezioni biblio-fotografiche di varie famiglie circensi e di importanti storici scomparsi tra cui Massimo Alberini e Alessandro Cervellati. È presieduto da Antonio Giarola e ha sede a Verona. Tra i maggiori storici del Circo vanno citati almeno il bolognese Alessandro Cervellati e il friulano di adozione Giancarlo Pretini.

## Circo nell'immaginario artistico

### Circo e letteratura
Le avventure di Pinocchio. Storia di un burattino, di Carlo Collodi.

### Circo e cinema
Le atmosfere oniriche dei film di Federico Fellini, che ritraggono spesso il circo e rappresentano perfettamente il suo stile di vita, sono sicuramente il punto di partenza per descrivere quanto il cinema italiano sia stato influenzato dal circo o dai suoi artisti. Tra i vari film (interamente dedicati o che hanno in qualche modo analizzato il mondo circense) si possono ricordare:
- The Circus (bianco e nero, Usa 1928) di Charlie Chaplin. Con Charlie Chaplin, Merna Kennedy, Allan Garcia.
- Freaks (bianco e nero, Usa, 1932) di Tod Browning. Con Wallace Ford, Leila Hyams, Olga Baclanova, Henry Victor, Harry Earles.
- Le notti di Cabiria (bianco e nero, 110 minuti, Italia 1957) di Federico Fellini, con Franca Marzi, Giulietta Masina, Amedeo Nazzari, Dorian Gray, François Périer, Franco Fabrizi, Mario Passante, Ennio Girolami, Pina Gualandri, Polidor, Aldo Silvani, Amedeo Girard.
- I clowns (colore, 93 minuti Italia 1970) di Federico Fellini, è una commedia con Anita Ekberg, Riccardo Billi, Liana Orfei, Tino Scotti, Fanfulla, Pierre Étaix, Annie Fratellini, Gustavo Fratellini, Nando Orfei, Maya Morin, Rinaldo Orfei, Lina Alberti, Alvaro Vitali, Federico Fellini e Giacomo Furia (Nani Arnaldo) Mario, Willi e Carlo Colombaioni.
- Il più grande spettacolo del mondo di Cecil B. DeMille con Betty Hutton, Charlton Heston e James Stewart.
- Trapezio di Carol Reed con Tony Curtis, Gina Lollobrigida, Burt Lancaster.
- Tre pazzi a zonzo di Edward Buzzell, con Florence Rice, Groucho Marx, Chico Marx, Harpo Marx.
- Il gobbo di Notre Dame II (colore, 65 minuti, USA 2002), seguito del 34° classico Disney.
- Natale in India regia di Neri Parenti, con Massimo Boldi, Christian De Sica, I Fichi d'India (2003).
- La tigre e la neve (colore, Italia 2005) di Roberto Benigni, film con Nicoletta Braschi, Jean Reno, Gianfranco Varetto, Tom Waits, Emilia Fox, Andrea Renzi. Il film è ambientato al Circo Montecarlo dei D'Amico.
- Il cielo sopra Berlino di Wim Wenders con Bruno Ganz, Peter Falk, Solveig Dommartin, Otto Sander.
- Ombre e nebbia di Woody Allen con Woody Allen, Mia Farrow, John Malkovich, Donald Pleasence, Jodie Foster, Kathy Bates e John Cusack.
- Carnivàle (serie TV) di Daniel Knauf con Michael J. Anderson.
- Big Fish - Le storie di una vita incredibile di Tim Burton con Ewan McGregor, Albert Finney, Jessica Lange, Helena Bonham Carter, Marion Cotillard, Steve Buscemi e Danny DeVito.
- Coraline e la porta magica (Animazione) di Henry Selick con Dakota Fanning, Teri Hatcher, John Hodgman.
- Aiuto vampiro (colore, Usa 2009) di Paul Weitz, con John C. Reilly, Chris Massoglia, Josh Hutcherson, Jessica Carlson, Michael Cerveris, Ray Stevenson e Patrick Fugit. Il film di genere Horror-Thriller è stato girato a New Orleans, Folsom e Baton Rouge.
- Come l'acqua per gli elefanti di Francis Lawrence con Robert Pattinson, Reese Witherspoon e Christoph Waltz. Basato sul bestseller di Sara Gruen. Uscito nelle sale ad aprile del 2011.
- Madagascar 3 - Ricercati in Europa, con Ben Stiller e Chris Rock.
- American Horror Story: Freak Show (serie tv, 2014) di Ryan Murphy e Brad Falchuk con Sarah Paulson, Evan Peters, Michael Chiklis, Frances Conroy, Denis O'Hare, Emma Roberts, Finn Wittrock, Angela Bassett, Kathy Bates e Jessica Lange.
- Mister Chocolat (Francia, 2016) di Roschdy Zem con Omar Sy.
- The Greatest Showman (Usa, 2017) di Michael Gracey con Hugh Jackman, Michelle Williams e Zac Efron.
- Freaks Out (Italia, 2021) di Gabriele Mainetti.

## Finanziamenti pubblici in Italia
Finanziamenti pubblici italiani destinati alle attività circensi e di spettacolo viaggiante:
| Anno | Finanziamento  |
| ---- | -------------- |
| 2006 | 5 691 814,97 € |
| 2007 | 6 692 770,97 € |
| 2008 | 6 793 976,00 € |
| 2009 | 5 755 010,97 € |
| 2010 | 6 327 336,00 € |
| 2011 | 6 277 194,00 € |
| 2012 | 6 336 545,60 € |
| 2013 | 5 447 081,86 € |
| 2014 | 5 281 000,00 € |
| 2015 | 4 468 519,00 € |

## Controversie sull'uso degli animali
Secondo il rapporto Eurispes 2011 il 10,1% della popolazione italiana giudica positivo l'impiego di animali nei circhi ed è duramente contestato dalle associazioni animaliste, che ritengono eticamente non accettabile che gli animali vengano utilizzati per il divertimento umano, e che la detenzione, l'addestramento e gli spettacoli non siano compatibili con le caratteristiche etologiche degli animali stessi.
Nel 1990 il governo del Regno Unito ha commissionato alla Royal Society for the Prevention of Cruelty to Animals uno studio sul problema all'etologa Marthe Kiley-Worthington, secondo cui:
Secondo molti etologi e ricercatori scientifici, invece gli animali soffrirebbero nei circhi: «Gli animali non domestici, adatti alla vita del circo, dovrebbero necessitare di: spazio ridotto, strutture sociali semplici, basso livello cognitivo, requisiti ecologici non specialistici e capacità di trasporto senza effetti negativi sul benessere. Nessuna delle specie più comunemente fatte lavorare nei circhi, come elefanti e grandi felini, soddisfano attualmente questi criteri. Concludiamo quindi che le specie di animali selvatiche (non domestiche) comunemente tenute nei circhi sembrano i meno adatti] ad una vita da circo».
Il rapporto di G. Iossa, C. Soulsbury e S. Harris è contestato essendo una rewiew e pertanto non è un esperimento scientifico, ma solo una raccolta di studi di altri autori dove peraltro, gli unici studi presenti ed eseguiti realmente nei circhi in detta pubblicazione (come nella precedente analoga del 2006 ad opera degli stessi autori), sono quelli di T. Friend e M. K. Worthington che non esprimono parere negativo al circo con animali.
«Le esibizioni con gli animali nei circhi», dice Paola Valsecchi, etologa del Dipartimento di Scienze Chimiche, della Vita e della Sostenibilità Ambientale dell'Università degli Studi di Parma, «non dovrebbero essere ammesse perché nulla di quella vita rispetta il loro benessere. A partire dall'addestramento a cui sono sottoposti per fare esercizi del tutto innaturali per la loro etologia. Addestramento che si basa sull'uso di punizioni e coercizioni. Sono animali selvatici anche se nati in cattività, non hanno fatto un percorso di domesticazione che comporta un processo di selezione artificiale. La loro esibizione è altamente diseducativa. Veicola un messaggio di supremazia dell'essere umano sull'animale (tigri e leoni che saltano a comando nel cerchio). Li rende ridicoli (orsi che vanno in bicicletta) e induce i bambini a credere che quella sia la loro vita e che stiano bene. Ma non è così. Non solo il trasporto è critico, ma anche la vita in gabbie non idonee, e molti sono perennemente legati. La presenza di pubblico, suoni e rumori può essere molto stressante soprattutto per i felini».
Tale asserzione viene confutata con una serie di documenti comprovanti le severe normative che i circhi devono obbligatoriamente osservare relativamente agli standard minimi nei mezzi di trasporto, così come nell'attività di allevamento-stabulazione ed addestramento.
Precisamente nel corso dell'Audizione del 14 novembre 2019, presso la 7ª Commissione permanente del Senato della Repubblica (affare assegnato n. 348 "Sulla dismissione dell'utilizzo degli animali nei circhi e negli spettacoli viaggianti, con riferimento ai criteri di riparto del FUS"), Ente Nazionale Circhi, Valeria Valeriu dello stesso E.N.C., FEDEA, SiVeLP e CAdeC hanno redatto e depositato all'attenzione della Commissione una puntuale documentazione a favore del mantenimento degli animali nei circhi.
Dal punto di vista emotivo dell'approccio umano verso il problema, gli psicologi hanno evidenziato l'ipotesi di valenza antipedagogica insita in spettacoli che vedono impiegati gli animali in situazioni irrispettose dei loro bisogni e delle loro caratteristiche di specie.
Questa tesi è stata categoricamente smentita dal dott. Franco Di Cesare nel corso dell'Audizione al Senato della Repubblica del 9 marzo 2018.
Molti comuni italiani hanno vietato le attività dei circhi con animali, emanando specifiche ordinanze che ne vietano l'attendamento. In giurisprudenza i numerosi casi sono contrastanti: mentre in un caso il TAR Emilia-Romagna ha annullato il provvedimento del sindaco di Ferrara in quanto contrastante con la normativa nazionale che tutela e promuove l'attività circense, in un altro caso ha ritenuto l'ordinanza pienamente valida ed efficace.
In tutto il mondo sono più di 30 le Nazioni che hanno proibito l'uso di animali esotici e selvatici nei circhi: Austria, Bolivia, Bosnia ed Erzegovina, Colombia, Costa Rica, Croazia, Cipro, El Salvador, Estonia, Galles, Grecia, Guatemala, Irlanda, Israele, Lussemburgo, Macedonia del Nord, Malta, Messico, Paesi Bassi, Paraguay, Portogallo, Perù, Romania, Scozia, Singapore, Slovacchia, Slovenia.
In Italia, il 27 dicembre 2017 fu approvata la legge 175 del 22 novembre 2017 che «riordinava» e «revisionava» le disposizioni in materia di spettacolo, tra cui i circhi. Questa legge fu proposta dalla LAV, dalla Federazione Nazionale Ordine Veterinari Italiani (FNOVI), dalla Federazione Veterinari Europei (FVE) e dal gruppo animalista Eurogroup for Animals, che ha redatto un documento ufficiale firmato dai celebri e importanti etologi, veterinari, psicologi e ricercatori mondiali. Tra gli altri punti la legge prevedeva il «graduale superamento dell'utilizzo degli animali» da parte di circhi e spettacoli viaggianti. 
In precedenza i circhi erano ancora regolati dalla legge 337 del 1968.